# Томаш Піравський
Томаш Піравський (пол. Tomasz Pirawski, лат. Tomas Piravius; бл. 1568 або 1568, Казімеж, нині в межах м. Кракова — 30 квітня 1625, Львів) — польський римо-католицький діяч, перший львівський єпископ-суфраган з титулом єпископа Нікопольського.

## Життєпис
Народився 1564/1565 року (за іншими даними, близько 1568 або 1568 року в Казімежі, нині в межах Кракова[джерело?]). Імена батьків (Томаш, Анна) вказав у заповіті. Про його походження мало відомостей.
У молодості був пов'язаний з Краковом. Ймовірно, під час навчання або зразу після його закінчення його патроном став Ян Димітр Соліковський. У 1594 році записався навчатись до Падуанського університету як львівський канонік митрополичий. 11 вересня 1597 року був у Римі «промований» на здобуття наукового ступеня доктора обидвох прав. Свідками його докторського диспуту були, зокрема, луцький староста Єжи Мнішек, віленський канонік Євстахій Волович, пробощ у Гнезно Анджей Опалінський.
Після повернення додому не прийняв пропозицій поступити на службу до великого коронного підканцлера Яна Тарновського, ні до познанського єпископа Вавжинця Госьлицького. 1598 року став львівським катедральним каноніком, потім отримав пралатуру архидиякона та декана. Посідав проборства у Куликові та Щирці. У 1606 отримав титул королівського секретаря. 3 квітня 1607 новий архієпископ Ян Замойський призначив його своїм офіціалом та генеральним вікарієм. У 1613 став одним з трьох виконавців заповіту архієпископа, також з того часу і після смерті Яна Замойського наглядав за будівництвом фундованої померлим каплиці в катедрі. Під час ваканту — адміністратор Львівської архидієцезії у 1614—1615 роках.
Підтримував єзуїтів, допомагав домініканам збудувати свою семінарію. Збільшив маєтність капітули, замінивши Млинівці на більш прибуткову Зимновідку, доплативши під час трансакції 800 злотих власних коштів.
У 1610 році фундував у катедрі каплицю Блаженної Дівиці і трьох святих Томів (апостола, Аквінського, Кентерберійського). Правдоподібно, роботи виконував Себастян Чесек. Невдовзі після отримання титулу єпископа Йоган Пфістер почав виготовляти його надгробок (у 1620 році став хресним батьком сина Йогана Пфістера).
12 лютого 1625 написав заповіт. Помер 30 квітня 1625 року у Львові, був похований у своїй каплиці,  що не збереглась, тепер на її місці каплиця Святого Йосифа латинського кафедрального собору у Львові. На його надгробку є герб Наленч.
Написав працю «Relatio status almae Archidioecesis Leopoliensis» (1615), на яку посилались Бартоломей Зиморович і Ян Томаш Юзефович.